# Mexx

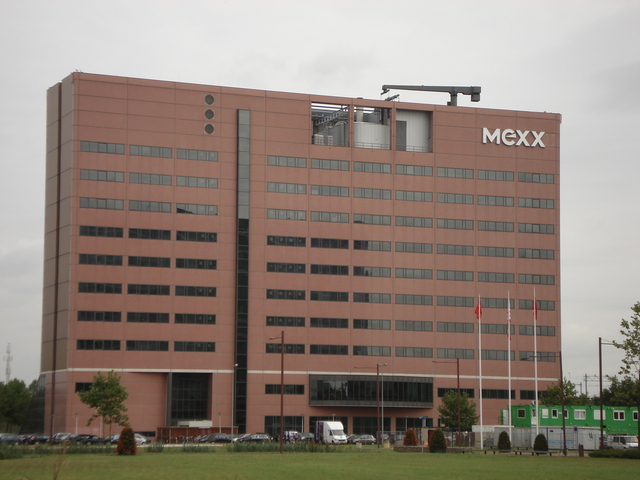
Mexx-kantoor in Amsterdam

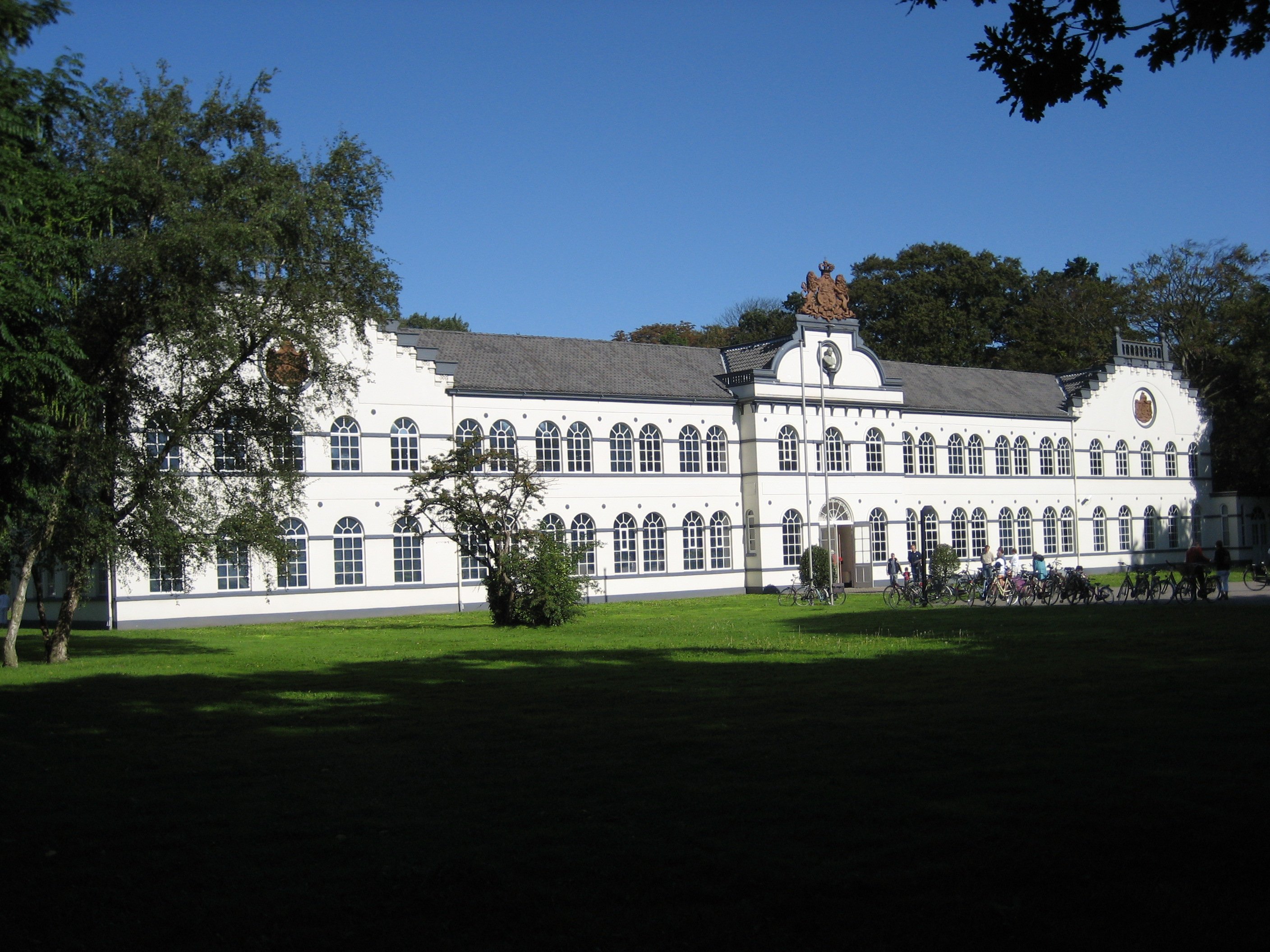
Mexx-kantoor in Voorschoten, 1985-2008

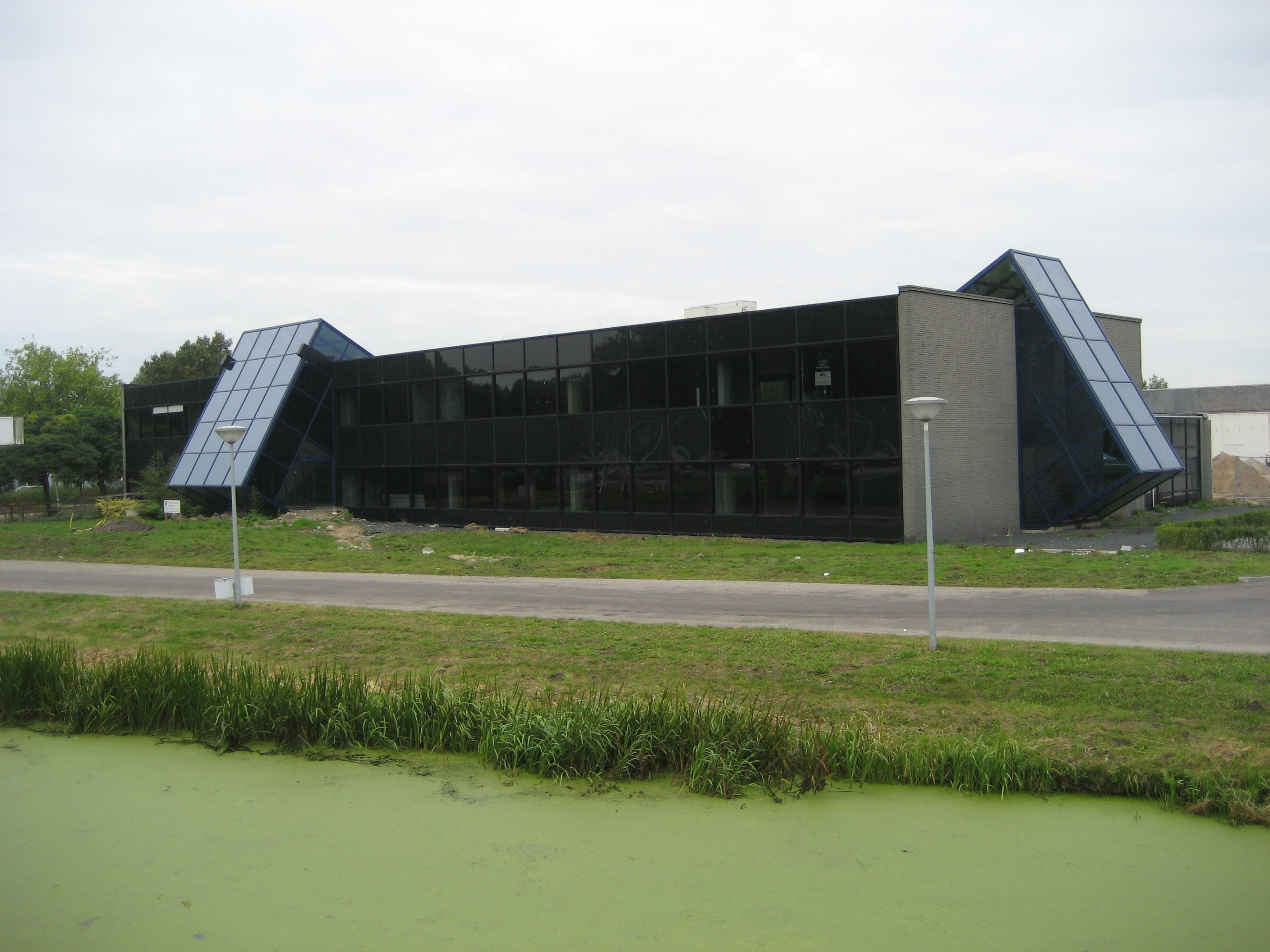
Mexx-kantoor in Leiden, 1988-1992

Mexx is een Nederlands modemerk dat is ontstaan in 1986 door het samenvoegen van Moustache (voor mannen) en Emmanuelle (voor vrouwen). Rattan Chadha was de oprichter van het kledingmerk. De twee merken bestonden sinds 1980, het samenvoegen was een strategie om meer naambekendheid te krijgen. De reclamecampagne 'Everything should be XX' uit 1986 sloeg aan en Mexx werd populair. Het XX-symbool staat voor positief en eigentijds denken, en de XX-stijl werd doorgetrokken in winkels en advertenties.
Mexx werd uitgebouwd tot een internationaal merk in vrouwen-, mannen- en kinderkleding met verkooppunten in meer dan 50 landen. Sinds het tweede kwartaal van 2008 kampt Mexx echter met teruglopende verkopen en heeft het verkooppunten moeten sluiten. In 2001 werd Mexx door het Amerikaanse Liz Claiborne (LCI) opgekocht, dat het in het najaar van 2011 verkocht aan een joint venture met de Gores Group.
Van 1985 tot 2008 was het bedrijf gevestigd in Voorschoten, in de voormalige zilverfabriek van Koninklijke Van Kempen & Begeer. Daarna was het hoofdkantoor gevestigd in het voormalig Europees hoofdkantoor van Nissan in de Amsterdamse Riekerpolder. In 2017 vestigde Mexx zich in Drunen.
Op 4 december 2014 werd een drietal holdingvennootschappen van het concern door de rechtbank Amsterdam failliet verklaard.
In februari 2015 maakte Mexx een doorstart onder de vleugels van het Turkse kleding- en retailbedrijf Eroglu. De nieuwe eigenaar zou het merk behouden en acht winkels in Nederland (her)openen.
Twee jaar later, in 2017, is het bedrijf weer in Nederlandse handen gekomen. Het Brabantse RNF Holding, dat onder meer eigenaar is van schoenfabrikant Ferro, wil het bedrijf nieuw leven inblazen.
In het voorjaar 2018 wordt een nieuwe 'mini collectie' gelanceerd om een helder signaal af te geven met nieuwe producten en merkpositionering.
Op 1 oktober 2024 werd aangekondigd dat Mexx verkocht zou worden door NFG Group aan HVEG Fashion Group. Dit bedrijf is al eigenaar van een aantal Nederlandse en Duitse modemerken als Bamboo Basics en Twinlife.